# Aritranis platyaspis
Aritranis platyaspis är en stekelart som först beskrevs av Henry Keith Townes, Jr. 1962.  Aritranis platyaspis ingår i släktet Aritranis och familjen brokparasitsteklar. Inga underarter finns listade.